# 遠藤昭雄
遠藤 昭雄（えんどう あきお、1946年9月21日 - ）は、日本の元文部官僚。文部科学省研究振興局長、国立教育政策研究所所長、国立大学財務・経営センター理事長を歴任。北海道出身。

## 経歴
北海道出身。北海道大学法学部卒業後、1970年 文部省入省。初等中等教育局財務課に配属される。1972年6月 大学学術局高等教育計画課。教育助成局教職員課長、体育局体育課長を経て、1995年7月 大臣官房総務課長。1996年7月 大臣官房審議官（初等中等教育局担当）。1997年7月 文化庁次長、1998年 体育局長、2000年 学術国際局長。2001年1月6日 中央省庁再編により、文部科学省研究振興局長（初代）。その後、国立教育政策研究所長、国立大学財務・経営センター理事長、第一生命顧問を務めた。